# Nikola Grbić
Nikola Grbić (Zrenjanin, 6 settembre 1973) è un allenatore di pallavolo ed ex pallavolista serbo nel ruolo di palleggiatore, commissario tecnico della Polonia.

## Carriera

### Giocatore

Grbić (a sinistra) alla Gabeca nella stagione 1994-95, mentre alza un pallone al compagno di squadra Marco Martinelli

Figlio del pallavolista Miloš e fratello minore di Vladimir, Nikola Grbić inizia la propria carriera nei primi anni '90 nelle file del Vojvodina di Novi Sad, con cui disputa il campionato jugoslavo.
All'età di ventun anni si trasferisce in Italia, dove gioca in Serie A1 con la Gabeca Pallavolo di Montichiari nella stagione 1994-95, mentre l'annata successiva è protagonista nel campionato cadetto con il Catania Sporting, allenato da Ljubomir Travica, con cui ottiene la promozione in massima serie. Durante l'estate, fa il suo esordio nella Jugoslavia, con cui vince il bronzo olimpico ad Atlanta 1996.
Dopo un'altra stagione a Montichiari, passa al Cuneo, con cui resta legato per due anni, vincendo una Coppa Italia, una Coppa delle Coppe e una Supercoppa europea.
Nella stagione 1999-00 passa al Treviso, con cui vince la sua seconda Coppa Italia e la Coppa dei Campioni, mentre con la nazionale si laurea campione olimpico a Sydney 2000.
Nella stagione 2000-01 gioca per il Milano, con cui resta legato per tre anni, durante i quali ottiene importanti risultati con la Jugoslavia e, dal 2003, con la Serbia e Montenegro, fra cui spicca l'oro europeo nel 2001. Quando il club milanese cede il titolo sportivo a Piacenza, gioca per quest'ultima aggiudicandosi la Top Teams Cup 2005-06. Con la nazionale, ottiene buoni piazzamenti nella World League e conquista il bronzo all'europeo 2005, bissato nell'edizione successiva con la Serbia.
Nell'estate 2007 viene ingaggiato dalla Trentino in uno scambio con Marco Meoni. Con il club di Trento vince il primo scudetto della sua carriera e la sua seconda Champions League.
Nella stagione 2009-10 passa al Piemonte, con cui resta legato per quattro annate, vincendo il suo secondo scudetto, la Coppa Italia 2010-11, una supercoppa e la Coppa CEV 2009-10. Nel 2010 si classifica al terzo posto al campionato mondiale.
Nella stagione 2013-14 si trasferisce in Russia allo Zenit-Kazan con cui vince lo scudetto battendo in finale la Lokomotiv Novosibirsk ed annunciando quindi il proprio ritiro dall'attività agonistica.
Nel 2016 viene inserito nella Volleyball Hall of Fame.

### Allenatore
In seguito al ritiro decide di intraprendere la carriera da allenatore e il 9 maggio 2014 viene ingaggiato dalla Sir Safety Perugia, che guida nella stagione 2014-15. Dal febbraio 2015 viene nominato commissario tecnico della nazionale serba maschile, incarico che mantiene fino al 2019, mentre dal dicembre 2016 allena il BluVolley Verona, dove resta fino al termine del campionato 2018-19.
Nella stagione successiva è alla guida dei campioni di Polonia dello ZAKSA in Polska Liga Siatkówki, con cui si aggiudica due Supercoppe polacche, la Coppa di Polonia 2020-21 e la CEV Champions League 2020-21;
Dopo due annate nel club di Kędzierzyn-Koźle, per la stagione 2021-22 fa ritorno al club di Perugia; nel gennaio 2022 viene inoltre nominato nuovo commissario tecnico della nazionale polacca, con cui si aggiudica subito la medaglia di bronzo alla Volleyball Nations League.
Ha allenato la Polonia ai Giochi olimpici estivi di Parigi 2024, vincendo la medaglia d'argento.

## Palmarès

### Giocatore

#### Club
- Campionato italiano: 2

2007-08, 2009-10
- Campionato russo: 1

2013-14
- Campionato italiano A2: 1

1995-96
- Coppa Italia: 3

1998-99, 1999-00, 2010-11
- Supercoppa italiana: 1

2010
- Coppa dei Campioni/Champions League: 2

1999-00, 2008-09
- Coppa delle Coppe: 1

1997-1998
- Top Teams Cup: 1

2005-2006
- Coppa CEV: 1

2009-2010
- Supercoppa europea: 2

1997, 1999

#### Premi individuali
- 1997 - World Super Challenge: Miglior servizio
- 1997 - Campionato europeo: Miglior palleggiatore
- 2001 - Campionato europeo: Miglior palleggiatore
- 2002 - Campionato mondiale: Super seven selection
- 2003 - Campionato europeo: Miglior palleggiatore
- 2005 - Campionato europeo: Miglior palleggiatore
- 2006 - Top Teams Cup: Miglior palleggiatore
- 2009 - World League: Miglior palleggiatore
- 2010 - Coppa CEV: Miglior palleggiatore
- 2010 - Campionato Mondiale: Miglior palleggiatore
- 2011 - Coppa Italia: MVP
- 2013 - CEV: Premio alla carriera
- 2014 - CEV: "The Ultimate Volleyball Team Leader"

### Allenatore

#### Club
- Supercoppa polacca: 2

2019, 2020
- Coppa di Polonia: 1

2020-21
- Champions League: 1

2020-21
- Coppa Italia: 1

2021-2022

#### Nazionale (competizioni minori)
- Memorial Hubert Wagner 2023